# 2006年英國內閣改組

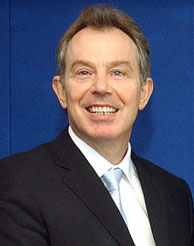
托尼·布莱尔

因應工黨在2006年英國地方選舉表現惡劣，英國首相托尼·布莱尔在選舉翌日，即5月5日改組他的第三次內閣，也是他任內最大規模的一次。
自2001年起出任外交大臣並主力負責反恐战争的施仲宏，在內閣改組後轉任下議院領袖兼掌璽大臣，令外界始料不及。一方認為他處理內外政已經十年，因而主動要求退出幕前；另一方則認為施氏與白高敦走得越來越接近，而且反對向伊朗發動軍事行動，令貝理雅感到不滿。不過貝相表明後者的猜測純屬「垃圾」。最終，玛格丽特·贝克特成為首位女性外交大臣，而施仲宏接任下議院領袖和掌璽大臣。原本由憲制事務大臣處理的改革上議院和政治献金問題，則成為施氏的主要任務。至於在改組前出任下院領袖的禤智輝，則改任外交部新設立的歐洲國務大臣。當禤氏離開首相府時，他一度以為自己留任內閣更升官任「歐洲大臣」，後來才發現是次一級的國務大臣；雖然續可列席內閣，但因失去內閣表決權，而被視為實際上降職。
副首相兼首席大臣彭仕國被揭發與秘書發生關係後，據報主動放棄副首相辦公室的所有部門職權，即社區及地方政府事務，但決定留任該兩職。至於教育及技術大臣簡樂芙則獲委任為首任社區及地方政府大臣簡樂芙，新部門除了負責原本隸屬副首相的職權外，亦接手貿易及工業部的平等事務，以及社區及地方政府國務大臣文禮彬的職權。
另外，內政大臣祈卓禮在改組後離開政府，是改組中最高級的人事變動。有報導指，祈氏堅持續任內政大臣處理爛攤子，但被首相拒絕，而他亦因拒絕出任閣僚和初級職位，最終選擇離開政府。

## 人事變動
| 大臣 | 大臣                     | 改組前                   | 改組後                                                   |
| ---- | ------------------------ | ------------------------ | -------------------------------------------------------- |
|      | 斯蒂芬·蒂姆斯 議員       | 退休保障國務大臣         | 財政部首席秘書                                           |
|      | 施卓琪 議員              | 學校國務大臣             | 首席黨鞭 財政部國會秘書                                  |
|      | 道格拉斯·亞歷山大 議員   | 歐洲國務大臣             | 運輸大臣 蘇格蘭事務大臣                                  |
|      | 文禮彬 議員閣下          | 社區及地方政府國務大臣   | 環境、食物及鄉郊事務大臣                                 |
|      | 彭德 議員閣下            | 財政部首席秘書           | 國防大臣                                                 |
|      | 艾希妮 議員閣下          | 首席黨鞭 財政部國會秘書  | 內閣辦公室部長 蘭開斯特公爵領地事務大臣 社會排斥事務部長 |
|      | 貝海珊 議員              | 治安國務大臣             | 不管部國務大臣 工黨主席                                  |
|      | 玛格丽特·贝克特 議員閣下 | 環境、食物及鄉郊事務大臣 | 外交及聯邦事務大臣                                       |
|      | 韋俊安 議員閣下          | 國防大臣                 | 內政大臣                                                 |
|      | 簡樂芙 議員閣下          | 教育及技術大臣           | 社區及地方政府大臣                                       |
|      | 戴理德 議員閣下          | 運輸大臣 蘇格蘭事務大臣  | 貿易及工業大臣                                           |
|      | 莊翰生 議員閣下          | 貿易及工業大臣           | 教育及技術大臣                                           |
|      | 祈卓禮 議員閣下          | 內政大臣                 | 離開政府                                                 |
|      | 施仲宏 議員閣下          | 外交及聯邦事務大臣       | 下議院領袖、掌璽大臣                                     |
|      | 彭仕國 議員閣下          | 副首相 首席大臣          | 留任；社區及地方政府事務由社區及地方政府大臣接手處理     |
|      | 麥家禮 議員閣下          | 不管部國務大臣 工黨主席  | 貿易國務大臣，僅列席閣議                                 |
|      | 禤智輝 議員閣下          | 下議院領袖 掌璽大臣      | 歐洲國務大臣，僅列席閣議                                 |